# Fuyuzuki
El Fuyuzuki (冬月 luna invernal?) fue el octavo destructor de la clase Akizuki. Sirvió en la Armada Imperial Japonesa durante la Segunda Guerra Mundial. 

## Historia
El 12 de octubre de 1944, escoltando al crucero ligero Ōyodo, fue alcanzado en la proa por un torpedo del submarino estadounidense USS Trepang (SS-412). El 31 de enero de 1945 encalló en un banco de arena cerca de Ōita durante una misión de entrenamiento.
El 7 de abril de 1945, formando parte de la escolta de 8 destructores del acorazado Yamato durante la Operación Ten-Gō, se vio envuelto en el ataque aéreo de la Task Force 58 cuyo objetivo era hundir al Yamato. Fue uno de los cuatro destructores que no resultaron hundidos, y sin graves daños, ya que sus bajas se limitaron a 12 marinos muertos y otros tantos heridos. Mientras se retiraba de la zona de combate, rescató a los supervivientes del Kasumi, y lo hundió con dos torpedos para evitar su captura.
El 20 de agosto de 1945 una mina marina dañó gravemente su popa, y no fue reparado antes de la rendición de Japón. Tras la guerra fue empleado como rompeolas en Takamatsu, y posteriormente desguazado.